# História de Pamplona

Bandeira de Pamplona até 1923

Pendão de Pamplona, conforme a descrição do "Privilégio da União", a lei de que uniu a cidade em e estabeleceu os respetivos privilégios

A História de Pamplona como cidade remonta ao 1º milénio a.C., altura em que existia no local um povoado de vascões de nome Iruña. No entanto, os vestígios de ocupação humana da zona remontam a 75 000 anos. Na era romana, o povoado vascão foi convertido numa cidade romana pelo general Pompeu, que ali começou por instalar um acampamento militar em 74 a.C. a que chamou Pompelo.
Aos romanos seguiram-se os visigodos, os muçulmanos do Alandalus e, brevemente, entre 778 e 816 de forma intermitente, os carolíngios. No início do século IX foi fundado o Reino de Pamplona, um principado cristão autónomo vassalo do Califado de Córdova. O Reino de Pamplona tornou-se um reino completamente independente em 905 e, sob o reinado de Sancho Garcês III, chegou a ser o estado cristão mais poderoso da Península Ibérica no século XI. Em 1164 o nome de "Reino de Pamplona" foi definitivamente abandonado e passou a denominar-se Reino de Navarra, um nome que já era usado antes.
Às guerras com os estados vizinhos, frequentes sobretudo no séculos X e XI, somaram-se os conflitos internos em Pamplona, mais graves no século XIII, mas que só terminariam em 1423. Até este ano, Pamplona não era exatamente uma cidade única, mas um conjunto de burgos autónomos que eram inclusivamente separados por muralhas para se protegerem das guerras que estalavam entre eles. Em 1276 um dos burgos foi mesmo destruído e a sua população massacrada.
Na segunda metade do século XV Pamplona viu-se envolvida na Guerra civil de Navarra, uma longa disputa entre sucessivos pretendentes ao trono de Navarra. A guerra civil acabaria por ser o prenúncio da anexação de Navarra pela recente união dos reinos de Castela e de Aragão, a qual ocorreu formalmente em 7 de julho de 1515, três anos após a rendição de Pamplona às tropas invasoras castelhanas.
Após a Revolução Francesa, durante a Campanha do Rossilhão, Pamplona foi cercada por forças francesas em 1794, as quais não lograram entrar na cidade. Entre 1808 e 1813 a cidade foi ocupada por tropas de Napoleão Bonaparte. A cidade viu-se envolvida nas Guerras Carlistas que marcaram o século XIX, tendo sido palco de um movimento popular em defesa dos fueros (forais) que ficou conhecido como a "Gamazada".
Apesar da vitória dos republicanos e esquerdistas nas eleições autárquicas que conduziram à Segunda República Espanhola, Pamplona foi controlada pelas forças franquistas desde o primeiro dia da guerra civil, o que não a livrou de ter assistido a centenas de fuzilamentos de republicanos, os quais se prolongaram para além do final da guerra. Durante o franquismo, a cidade transformou-se de uma cidade rural apenas com indústria artesanal para uma cidade industrial, tendo mais que triplicado a sua população. Em atenção à fidelidade da região à causa franquista durante a guerra, Navarra foi a única região histórica espanhola a conservar a sua autonomia durante o franquismo, mas ao mesmo tempo foi uma das zonas com mais conflitualidade sindical de toda a Espanha, tendo sido palco de várias greves, a primeira das quais em 1951.
A transição do franquismo para a democracia foi vivida intensamente em Pamplona. Nesse período foram frequentes os distúrbios nas ruas de Pamplona, alguns bastante violentos. Apesar de durante a primeira fase da transição não ter havido atentados do movimento terrorista e separatista basco ETA, o mesmo não aconteceu nas fases seguintes, tendo Pamplona assistido a vários atentados terroristas.

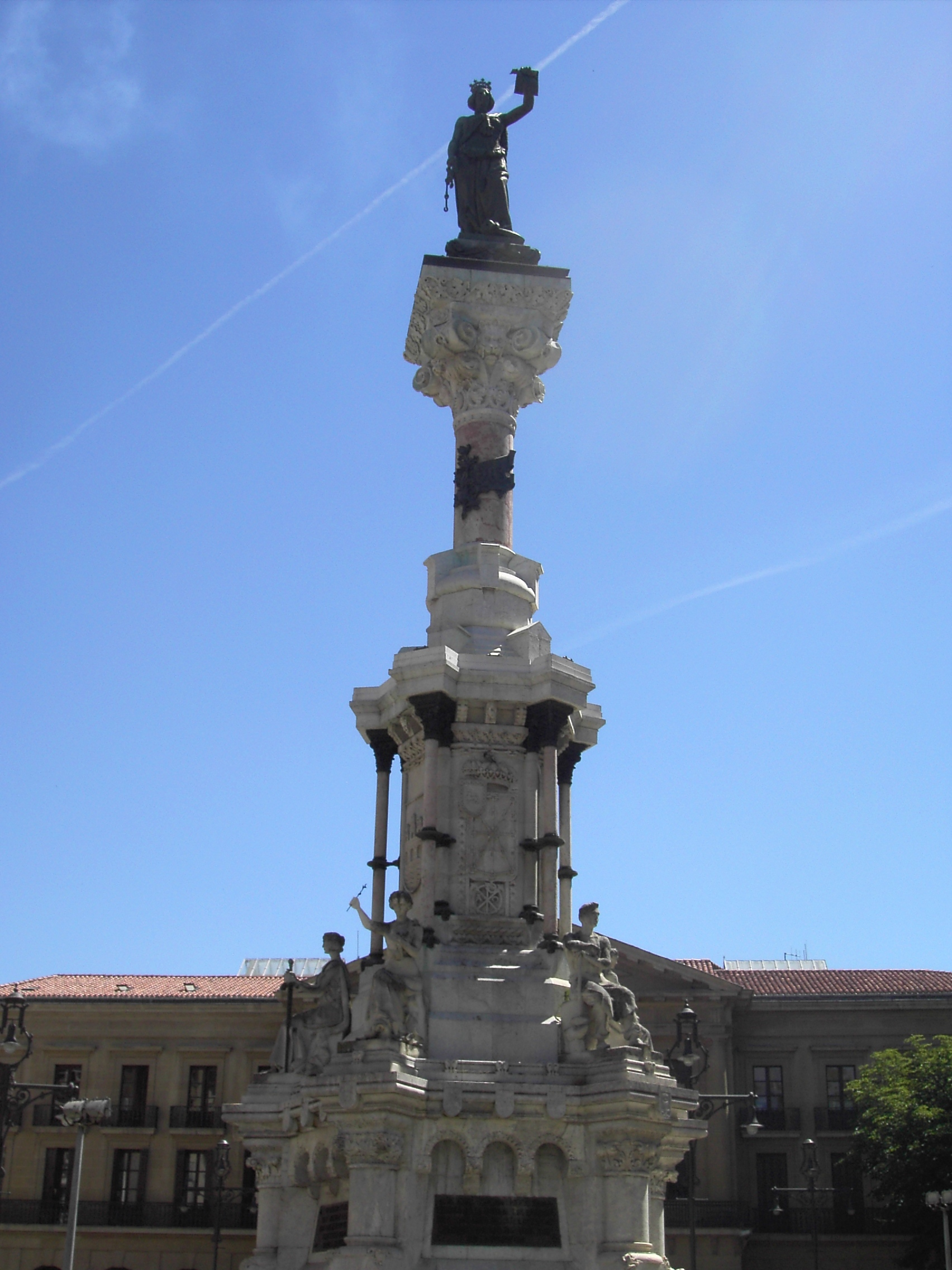
Monumento aos Forais de Navarra, erguido por subscrição pública para comemorar o movimento popular do século XIX em defesa da autonomia fiscal de Navarra que ficou conhecido com Gamazada. Foi finalizado em 1903

## Da Pré-história à era romana

Mapa político da região basca no século I a.C., antes da chegada dos romanos

A condições da bacia (cuenca) de Pamplona  favoreceram o assentamento humano desde tempos remotos. Os achados de indústria lítica (ferramentas de pedra) nos terrenos ribeirinhos do Rio Arga testemunham que a ocupação humana  no que é hoje a cidade remonta a 75 000 anos. Durante as escavações feitas na Praça do Castelo foi encontrado um menir que não foi possível datar.
No I milénio a.C. erguia-se um povoado de vascões onde se encontra a cidade atualmente, o qual se chamava Iruña. Pamplona é também identificada com a capital dos vascões que aparece referida em documentos históricos como Bengoda. O território vascão cunhou moeda própria, em cujo reverso aparecia a legenda Bascunes ou Barscunes e no anverso, ainda que nem sempre, a legenda de Bengoda, que segundo o historiador e numismata Antonio Beltrán Martínez correspondia à casa da moeda e capital dos vascões. Cronologicamente as moedas poderão ser da segunda metade do século II ou I a.C..
O nome basco Iruña poderá ter origem no termo hiri (cidade ou vila). Os povoados com esse hiri no nome foram fundados por motivos estratégicos ou comerciais e acabaram por ser centros de referência regional, pelo que eram "a cidade" para as gentes locais. Segundo outros, o nome Iruña pode estar relacionado com o rio Runa, atualmente chamado Arga.

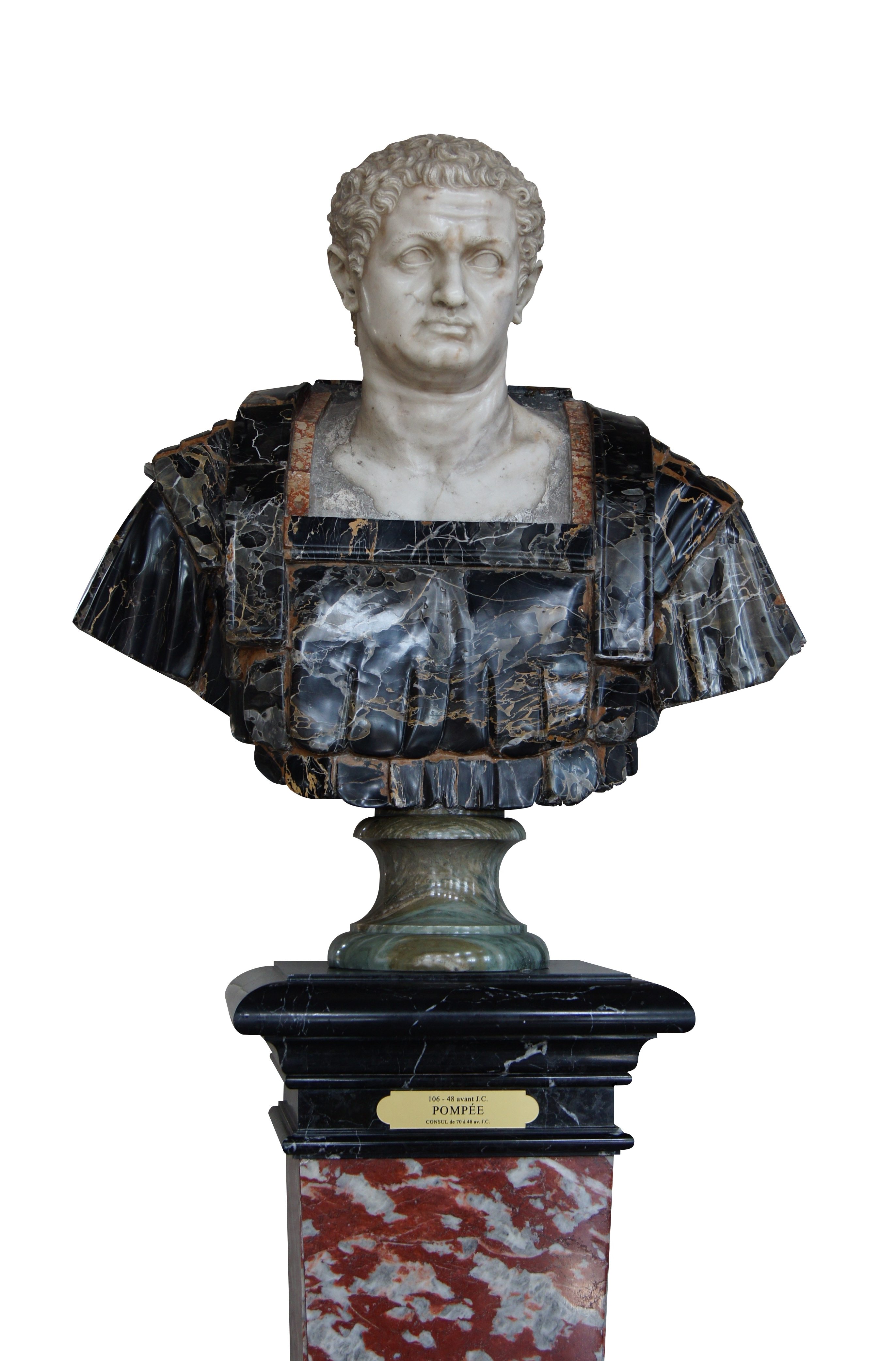
Busto de Pompeu, o fundador de Pamplona

Na era romana, o povoado de Iruñea converteu-se numa cidade com a fundação de "Pompelo" pelo general romano Pompeu no ano 74 a.C., que ali estabeleceu um acampamento militar que com o tempo viria a ser a cidade de Pamplona. Pompelo, batizada com o nome do seu fundador não foi mais que uma pequena civitas edificada por legionário, onde foram se estabeleceram os vascões da antiga aldeia. A defesa da cidade era relativamente simples, por estar situada a alguma altitude e por estar protegida pelo Rio Arga, por isso bastando muralhar um dos flancos. Em quase todas as zonas próximas do rio existiriam então áreas de bosque ou de arbustos que asseguravam a subsistência dos rebanhos, o fornecimento de madeira e de alguns frutos. A parte mais próxima das muralhas deveria conter os edifícios, com o fórum no centro e uma rua dái até à muralha, onde uma porta se abria em direção à zona do Vale do Ebro. Os campos agrícola localizar-se-iam no exterior da cidade e junto ao rio. Pode ter existido uma relação semelhante a vassalagem entre Pompeu e algum chefe vascão, possivelmente anterior à fundação da cidade romana, nomeadamente porque se sabe que a cidadania romana foi concedida a nove pessoas da cidade vascã de Ségia por Cneu Pompeu Estrabão, o pai de Pompeu, no ano 90 a.C., em recompensa pela ajuda dada na tomada de Ásculo Picentino, em Piceno, durante a Guerra Social. Posteriormente a cidade adquire maior importância, como menciona Estrabão:
| “ | .....depois, acima da Lacetânia, em direção a norte, está a nação dos vascões, que tem por cidade principal a Pompelon, como quem diz "a cidade de Pompeu". | ” |
|   | — Estrabão . |   |

Segundo as últimas descobertas arqueológicas na Praça do Castelo, em pleno centro da cidade atual, a Pompelon romana dispunha de termas, as maiores do norte de Espanha segundo alguns estudiosos, o que confere à cidade uma categoria superior à que tradicionalmente se tinha vindo a considerar.

## Idade Média

Mapa político da Península Ibérica em 814, quando Pamplona fazia parte da Marca Hispânica carolíngia

### Visigodos, carolíngios e muçulmanos
No século IV os romanos são substituídos pelos visigodos no domínio da região. Ao contrário dos romanos, os visigodos não tiveram boas relações com os vascões. Pamplona foi sede episcopal da Igreja Visigótica e, a julgar pelas necrópoles encontradas, nela residiram visigodos, apesar da má relação com os vascões gerar alguma polémica sobre a presença daqueles na cidade. Os muçulmanos marcaram presença nos séculos VIII e IX.
O domínio muçulmano foi brevemente ameaçado por Carlos Magno, que enviou expedições à região no final do século VIII com o objetivo de alargar a Marca Hispânica a norte. Os carolíngios não conseguiram mais do que a criação de um condado na parte ocidental dos Pirenéus, que durou apenas dez anos. O lendário conde carolíngio Rolando teria destruído as muralhas de Pamplona em 778 para que a cidade não se rebelasse, durante a fracassada expedição para conquistar Saragoça aos muçulmanos, antes da Batalha de Roncesvales, ocorrida não muito longe de Pamplona. Jimeno de Pamplona (Motmine Alacra nas crónicas árabes) tomou a cidade para o Emirado de Córdova alguns anos depois (781?). Em 806 a aristocracia pamplonesa organizou-se contra o domínio do emirado e integrou a região no Império Carolíngio de Luís I, o Piedoso. Esta marca hispânica navarra foi um condado de quatro ou cinco mil quilómetros quadrados que não deve ter tido mais do que um conde, Velasco al-Yalasqí; teve duração efémera, já que em 816 foram extintas todas as marcas na parte ocidental do norte dos Pirenéus.

Escudo de Íñigo Arista (781-852), o primeiro rei de Pamplona

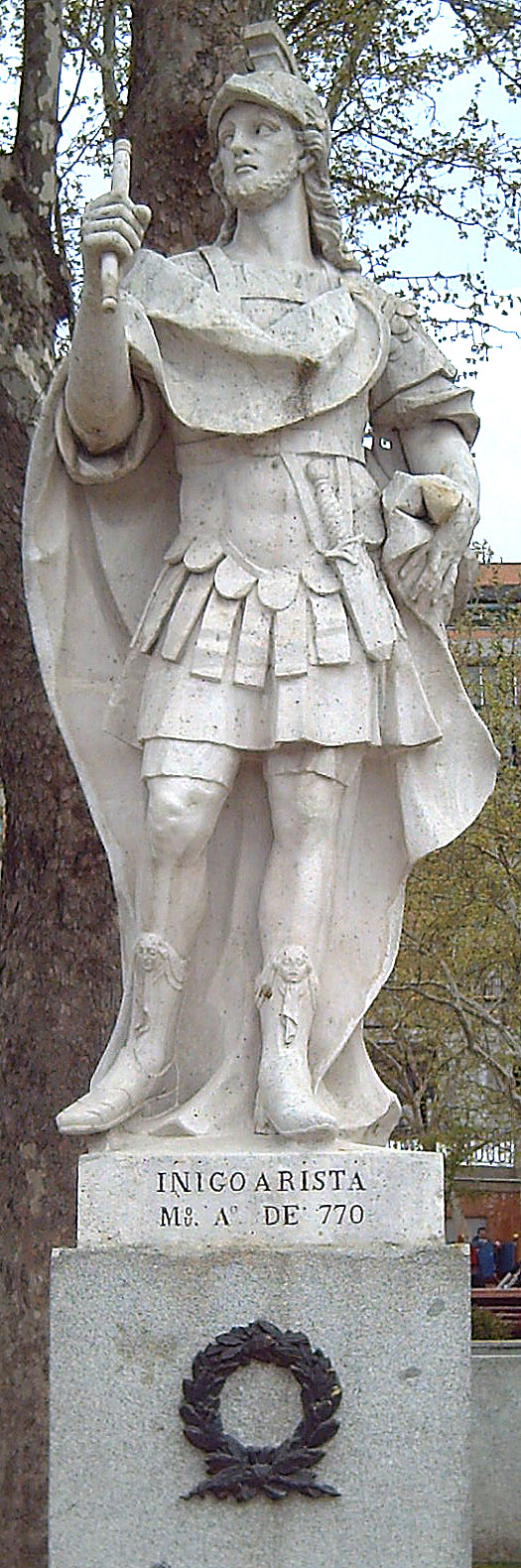
Estátua de Iñigo Arista

### Reino de Pamplona vassalo do emirado
O Reino de Pamplona, antecessor do futuro Reino de Navarra, que só seria formalmente instituído séculos depois, surge na década de 810, considerando-se que o primeiro rei de Pamplona foi Íñigo Arista, neto de Jimeno. Embora gozando de uma relativa independência e sendo oficialmente cristão, o Reino de Pamplona era um estado vassalo do Emirado de Córdova e foi fundado com o apoio da poderosa família muladi dos Banu Cassi, senhores da Ribera Navarra, a parte mais meridional de Navarra. As crónicas árabes referem-se aos primeiros "reis" de Pamplona como "senhor, conde ou príncipe dos vascões (bashkunish), pelo que é duvidoso que fossem reconhecidos como reis, dada a pequenez do território e ao facto de só ter uma sede episcopal. A submissão ao emirado era assegurada por expedições punitivas esporádicas que aparentemente não tinham como objetivo uma ocupação permanente. O território inicial do Reino de Navarro tinha aproximadamente 5 000 km² e tinha como fronteiras os cumes dos Pirenéus ocidentais e as serras exteriores de Pamplona.
Em 824, após sufocar as revoltas da nobreza da Gasconha, os carolíngios enviam tropas e dois condes a Pamplona, a fim de restaurar a soberania carolíngia. No retorno da missão foram surpreendidos e capturados nos Pirenéus por "pérfidos montanheses" vascões, naquilo que é considerada a "segunda batalha de Roncesvales". O conde Eblo foi enviado para Córdova como troféu e o conde Aznar foi posto em liberdade por ser gascão e por isso considerado consanguíneo.
O filho de Íñigo Arista, Garcia Íñiguez (851-882), e o neto, Fortunio Garcês (882-905) mantiveram o território do reino pamplonês, não tendo efetuado quaisquer conquistas.

### Reino de Pamplona independente
Em 905, Sancho Garcés, filho de Dadilda de Pallars, irmão de Raimundo I de Pallars, e de García Jimenes, trineto de Jimeno, derrubou Fortunio Garcês e rompeu os compromissos com Córdova, fundando a Dinastia Jimena. Sancho I de Navarra (ou Pamplona), como ficou conhecido, estendeu o reino até Deyo, ao curso do Rio Ega até ao Ebro e às comarcas de Nájera e de Calahorra, estas últimas com a ajuda do rei leonês Ordonho II. Estas conquistas precipitaram a decadência dos Banu Cassi. A resposta do emir cordovês não se fez esperar e enviou duas expedições para retomar o controlo de Navarra. A primeira dessas expedições venceu a Batalha do Val de Junqueira (920) e reocupou a quase totalidade da Rioja, não chegando, no entanto, à Cuenca de Pamplona. A segunda expedição arrasou a cidade em 924. Apesar dos reveses, o reino de Sancho tinha cerca de 15 000 km² após a guerra com os muçulmanos, o triplo do que quando tomou o poder.
O filho de Sancho, Garcia Sanches (943-970), além de rei de Pamplona a partir de 925, foi também Conde de Aragão a partir de 943.
Sancho Garcés (apelidado de, "o Grande"), foi rei de Pamplona e Conde de Aragão entre 1004 (ou 1000) e 1035 (como Sancho III). Além destes títulos, foi senhor de vários outros condados ibéricos, como o de Sobrarbe e de Ribagorza a partir de 1018, de Castela, de Álava e de Monzón a partir de 1028, e de Cea a partir de 1030. Após a suposta conquista de Leão (contestada por muitos historiadores), Sancho III ter-se-ia intitulado Imperator totius Hispaniae (imperador de toda a Espanha), outro evento também muito contestado. No entanto, é sabido que é designado Rex Ibericus pelo Abade Oliva e Sancio rege Navarriae Hispaniarum por Rodulfus Glaber, o que de alguma forma parece confirmar a tese de muitos historiadores que o apresentam como o primeiro grande rei cristão da Península Ibérica. Apesar do seu império ter sido dividido após a sua morte, cumprindo o seu testamento, o Reino de Pamplona herdado pelo seu filho Garcia Sanches III era muito mais extenso do no tempo do seu avô e do que alguma vez seria no futuro.

Mapa político da Península Ibérica em 910

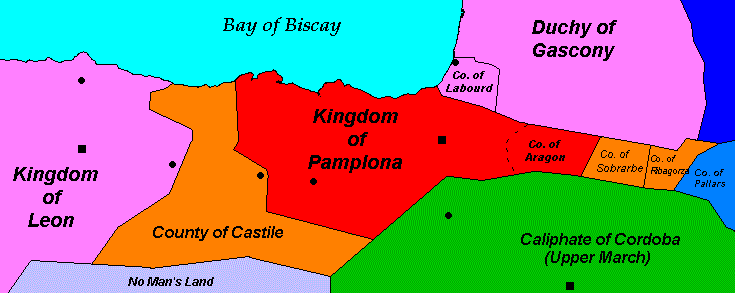
O Reino de Pamplona cerca do ano 1000

O Reino de Pamplona em 1035, ano em que morreu Sancho III, o Grande. Além do Reino de Pamplona, Sancho III detinha também, além de outros domínios, os condados de Castela, Aragão e de Ribagorza

A história dos 130 anos seguintes à morte de Sancho III está recheada de conflitos com os estados vizinhos, tanto cristãos como muçulmanos, com constantes mudanças de fronteiras. Em 1164, Sancho VI, o Sábio (1133-1194) abandona definitivamente o título de Rei de Pamplona e intitula-se oficialmente Rei de Navarra.

### Reino de Navarra
A mudança de nome do reino por Sancho VI fazia parte da estratégia de afirmação da soberania sobre o conjunto do território de Navarra, disputado  com os vizinhos reinos de Aragão e, principalmente, com  Castela. Os conflitos com esses reinos foram uma constante durante o reinado de Sancho VI.

#### Guerra dos burgos
A partir do início do século X e até 1423, Pamplona era, não uma cidade homogénea, mas um conjunto de três burgos cujos habitantes pouco ou nada se misturavam, que frequentemente se confrontavam e que inclusivamente tinham muralhas próprias para se defenderem uns dos outros. O primeiro desses burgos, da Navarrería foi criado por Sancho III no início do século X para contrariar o despovoamento de que sofria a cidade. No início do século seguinte, o bispo promove a criação de um segundo burgo, o de San Cernin, o qual foi reconhecido oficialmente em 1129 pelo rei Afonso I, o Batalhador, que lhe concedeu um foral muito semelhante ao de Jaca, colocando-o sob proteção real. O terceiro burgo, a población de San Nicolás é contemporâneo e vizinho do burgo de San Cernin, com o qual os conflitos eram frequentes.
Só o burgo da Navarrería era habitado exclusivamente por nativos (bascos), sendo os habitantes dos outros dois burgos originalmente francos, se bem que em Navarrería houvesse alguma heterogeneidade étnica. Todos os burgos estavam sob a autoridade do bispo, mas tinham administrações e privilégios distintos. Esta estrutura provocou frequentes desavenças e enfrentamentos a partir de 1213, que culminariam na destruição da Navarrería (Guerra da Navarrería) e no massacre da sua população em setembro de 1276 com o apoio de tropas francesas, a ponto do terreno daquele burgo ter ficado praticamente ao abandono durante 50 anos.
Posteriormente, ao dar-se o repovoamento, tornam a ocorrer enfrentamentos, que só viriam a terminar com "Privilégio da União", o tratado promovido e outorgado por Carlos III em 8 de setembro de 1423, que uniu finalmente a cidade e determinou a destruição das muralhas que separavam os burgos uns dos outros.

#### Guerra civil pela sucessão

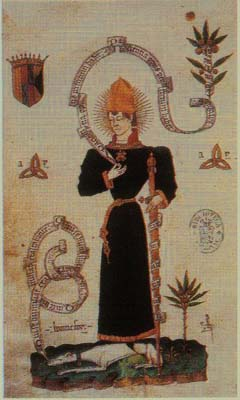
Carlos, Príncipe de Viana (1421-1461), num códice aragonês

Em 1441 a rainha Branca I morre, deixando como sucessor o seu filho filho Carlos, Príncipe de Viana. No entanto, quem ocupa o trono é rei consorte viúvo João II, que impede o filho de ser rei. Em 1451, Carlos aproveita a entrada de tropas castelhanas em Navarra para se rebelar contra o pai, dando início a uma guerra pela sucessão que se prolongará para além da sua morte, em 1461 e que acabará por desembocar na conquista de Navarra pelos reinos unidos de Castela e Aragão.
A guerra, apesar de longa, não foi muito sangrenta, mas teve graves consequências para a economia do reino. Quase não se registaram combates, consistindo as ações militares em expedições, cercos mais ou menos passivos, destruição de colheitas e outros atos de sabotagem. A guerra teve inúmeras peripécias e mudanças de aliados de ambos os lados, quer estrangeiros quer internos. Os planos de poder das grandes potências regionais tiveram grande influência nos acontecimentos, tendo-se sucedido uma série de tramas entrecruzadas que envolveram revoltas na Catalunha, na qual também reinava João II, disputas entre Henrique IV de Castela e a Liga Nobiliária de Castela, à qual Joaõ II aderiu em 1460, o desejo da segunda mulher de João II, Joana Henriques, de fazer do seu filho Fernando II, o Católico o rei de uma Espanha unificada e ainda os reis de França Luís XI e Luís XII, quer diretamente quer através da influente família Foix. As principais fações navarras foram os dois grupos rivais de nobres agramonteses e beaumonteses. No início da guerra, estes últimos, liderados por Luís de Beaumont, segundo Conde de Lerín tomaram o partido de Carlos e eram o partido predominante em Pamplona.
Carlos morreu em 1461, mas a disputa pela sucessão passou a ser entre as suas irmãs Leonor de Foix (Leonor I), casada com o francês Gastão IV, Conde de Foix, e Branca (Branca II), ex-mulher de Henrique IV de Castela. Branca foi encarcerada pelo pai em 1461 e acabaria por morrer envenenada por uma dama de Leonor em 1464. Leonor assumiu o governo do reino sob a tutela do pai, mas em 1468 pai e filha desentenderam-se, precipitando outra revolta em Pamplona no princípio da qual é assassinado o bispo. Desta vez os agramonteses tomaram o partido de Leonor e os beaumonteses tomaram o partido de João.
Apesar de ter havido uma série de acordos, na prática nunca cumpridos,  entre Leonor e a sua madrasta Joana Henriques, Leonor nunca chegou a ser reconhecida rainha nem herdeira. Ainda antes da morte do seu pai, Fernando II começa a imiscuir-se cada vez mais diretamente na política de Navarra, declarando-se «pela graça de Deus, rei de Navarra, Castela, Leão, Portugal, Sicília e primogénito de Aragão» no acordo de paz por ele promovido em 1476 entre agramonteses e beaumonteses.

Brasão da dinastia Foix de Navarra

Leonor é aclamada rainha a 1 de março de 1479, oito dias depois da morte do seu pai João II, mas morre 15 dias depois, deixando como herdeiro o seu neto menor Francisco I de Foix, a quem aconselhou que se aliasse com o rei francês. Madalena da França, mãe de Francisco, assumiu a regência. Em 1483 morre Francisco, tendo subido então ao trono Catarina de Foix, que no ano seguinte casa com o francês João III de Albret.
Após a morte de João II, a 20 de fevereiro de 1479, Leonor de Foix foi proclamada rainha de Navarra como Leonor I, a 1 de março, mas morreu 15 dias depois, tendo designado como seu herdeiro o seu neto, Francisco I de Foix, menor de idade, a quem aconselhou que se aliasse com o rei francês. Madalena da França, mãe de Francisco, assumiu a regência. Os Reis Católicos pressionaram no sentido de casar o seu filho e herdeiro João com a irmã de Francisco, Catarina de Foix, o que nunca chegou a acontecer. Com a morte prematura de Francisco, Catarina assumiu o trono de Navarra em 1483 e casa-se no ano seguinte com o francês João III de Albret.
As manobras de Fernando, o Católico impediram a coroação oficial de Catarina até 1494. Além disso, a pretexto de dissuadir a influência francesa em Navarra, Fernando toma o controle militar do reino, tanto pela presença de tropas castelhanas como por colocar sob as suas ordens os alcaides e guarnições da fortalezas navarras. Apesar das promessas de retirada das tropas castelhanas, estas só sairiam quando se deu outra revolta em 1507, durante a qual foi também expulso o Conde de Lerín, líder dos beaumonteses, que entretanto se tinham tornado apoiantes dos castelhanos. Embora a expulsão do Conde de Lerín  tenha marcado o fim da guerra civil, os conflitos não terminaram e acabariam por desembocar na conquista de Navarra por Fernando II com o apoio dos beaumonteses.

## Idade Moderna

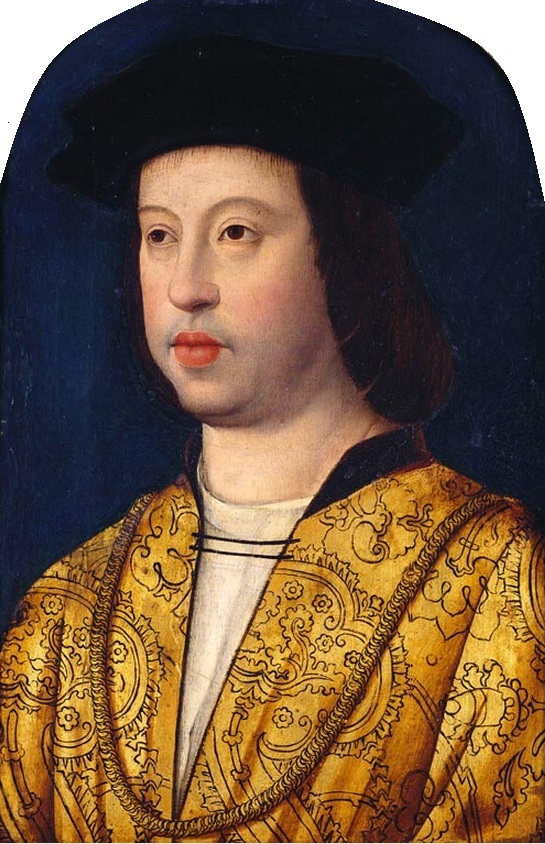
Fernando II, o Católico

### Invasão castelhano-aragonesa
Evocando direitos dinásticos da sua nova mulher, Germana de Foix, Fernando II levou a cabo a sua velha aspiração de anexar o reino de Navarra. A 19 de julho de 1512, um exército de mais de 18 000 homens comandados por Fadrique Álvarez de Toledo, Duque de Alba, entra no reino vindo de Álava. A acompanhar esse exército vem Luis de Beaumont III, Conde de Lerín, exilado há alguns anos em Castela, e o seu cunhado, Duque de Nájera, à frente de 700 couraceiros reais.
No dia 24 as tropas castelhanas chegaram à Taconera, às portas de Pamplona. A cidade ainda não era fortemente fortificada como viria a ser depois, sendo as muralhas formadas pelos próprios edifícios, e teria entre 6 000 e 10 000 habitantes. No dia seguinte Pamplona rendeu-se depois de ter havido negociações, mas outras praças mantiveram alguma resistência.
Depois da ocupação houve três tentativas de reconquistar o reino navarro. Em outubro de 1512 forças navarras apoiadas por franceses sitiaram Pamplona. A 24 do mesmo mês o duque de Alba volta à cidade depois de se ter resguardado na Baixa Navarra. O duque de Alba dirigiu a preparação defensiva de Pamplona, mandando destruir todos os edifícios, cercas, vinhas e pomares à volta de Pamplona, para que não fossem usados com abrigo ou servissem para abastecer os atacantes. O flanco sul, que não estava protegido pelo Rio Arga, foi fortalecido derrubando uma trintena de casas. As forças castelhanas ultrapassavam em número os habitantes da cidade, mas só dispunham de dois falconetes (canhões ligeiros) e uma lombarda (canhão pesado). Ordenou-se a expulsão de 200 agramonteses suspeitos de serem apoiantes do rei navarro e asseguraram-se abastecimentos provenientes de diversas localidades. Na defesa da cidade, ao lado dos castelhanos, encontravam-se muitos líderes beaumonteses. No interior instalou-se um cadafalso para intimidar os habitantes.

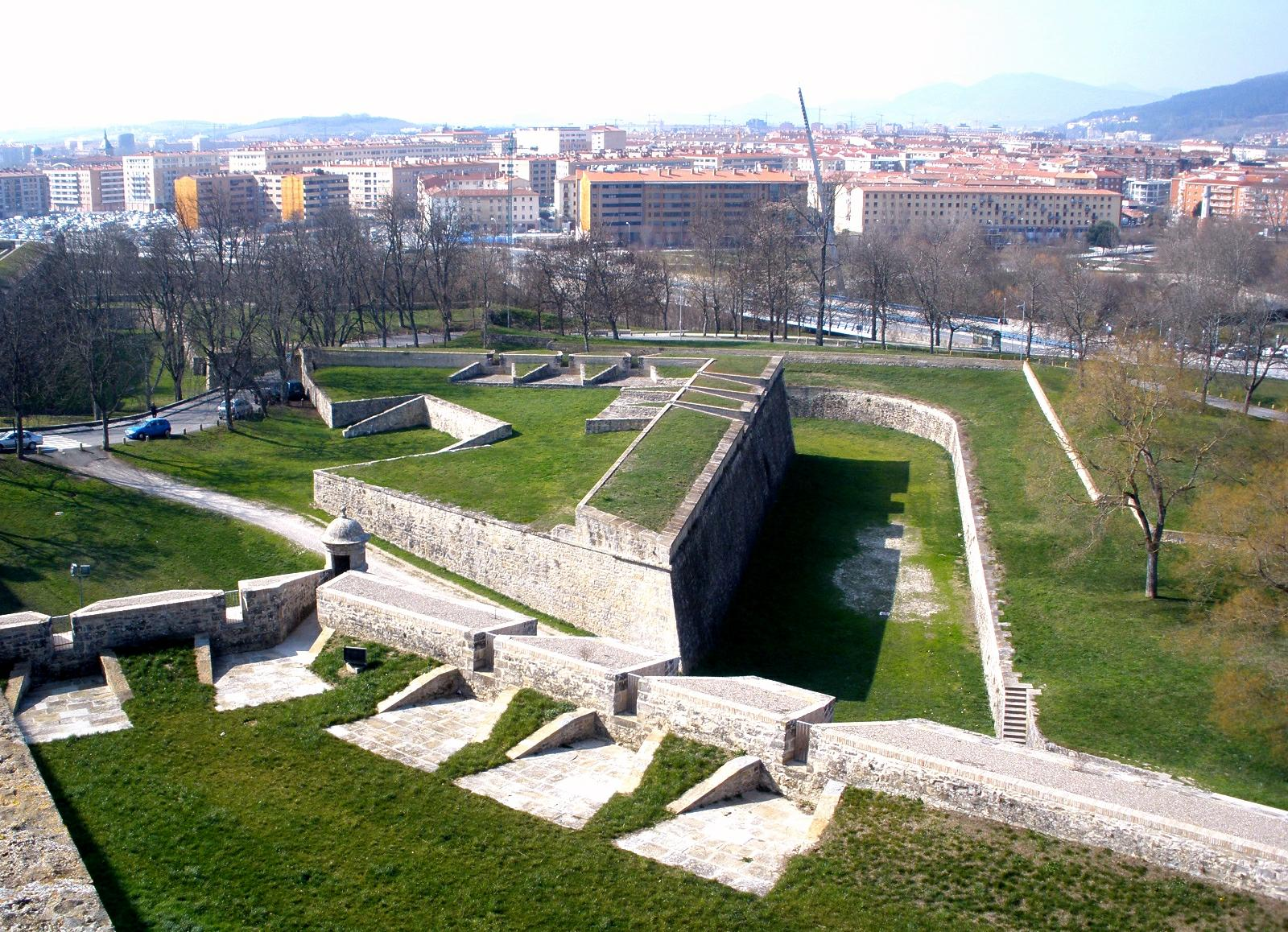
Baluarte del Redin

No dia 1 de novembro chegaram as primeiras tropas navarro-gascão às cercanias de Pamplona. O grosso do exército chegou dois dias depois, instalando-se nas encostas do Monte Ezcaba, em Villava e em Huarte. O exército que cercou a cidade contava com mais de 20 000 homens, sendo cerca de metade navarros e os restantes gascões dos territórios de Albret e Foix, albaneses e lansquenetes alemães, além de oito morteiros e outras peças de artilharia. As defesas do flanco sul foram fustigadas para cortar os abastecimentos à cidade, mas não conseguiram efetivar um cerco eficaz. Houve vários ataques e escaramuças. O primeiro combate importante ocorreu a 7 de novembro. A falta de abastecimentos de víveres e a chegada do frio afetou com maior intensidade as tropas sitiantes, que chegaram a alimentar-se de frutos secos e legumes cozidos. Uma manada de 600 vacas enviado de Roncal para abastecer os sitiantes foi intercetado pelas tropas do arcebispo de Saragoça aquarteladas em Sangüesa. No interior de Pamplona, o coronel Cristóbal Villalba ordenou, sob pena de morte, que as ruas se mantivessem iluminadas e que se acudisse armado quando fosse dado o alarme. A fome também se faz sentir no interior e 818 homens, entre vizinhos e criados, alistam-se para poderem comer as duas refeições diárias dadas às tropas. As tropas navarras tomaram o castelo de Tiebas, a sul de Pamplona, a 24 de novembro. No dia 27 a cidade é novamente atacada, mas os atacantes são rechaçados. A notícia de que os reforços castelhanos do Conde de Nájera se aproximavam da capital desmoralizaram os sitiantes, que, após mais um assalto fracassado a 29 de novembro, iniciam a retirada para Baztan. A 30 de novembro, quando ainda não tinha sido concluída a retirada, chegou a Pamplona o reforço de 6 000 infantes castelhanos para reforçar a defesa.

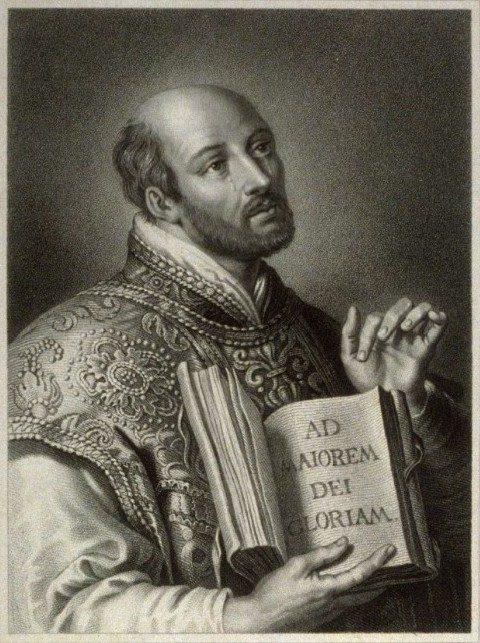
Inácio de Loyola, o fundador da Companhia de Jesus, então capitão do exército castelhano, foi ferido durante a tentativa de reconquista de Pamplona pelos reis de Navarra em 1521

Seguiu-se um período de consolidação. As Cortes de Navarra reuniram-se em março de 1513, ao ser conhecida a bula pontifícia Exigit Contumacium de 18 de fevereiro, que excomunga os reis de Navarra, Catarina de Foix e João III de Albret, por apoiarem Luís XII de França na guerra contra Estados Pontifícios. Nessa reunião, o vice-rei anunciou um perdão geral a quem acatasse as novas autoridade e, em nome de Fernando, o Católico jurou respeitar os fueros (forais), usos e costumes do reino, na condição de que a guerra terminasse. A maioria dos nobres agramonteses esteve ausente dessas cortes, o mesmo acontecendo com vários abades, representantes do poder eclesiástico. Fernando II ratificou o juramento a 12 de junho de 1513. A 7 de julho de 1515 o Reino de Navarra foi formalmente anexado ao de Castela na reunião das  Cortes de Castela em Burgos, onde não esteve presente nenhum representante navarro.
Em 1516 houve outra tentativa de libertar Navarra, desta vez sem apoio dos franceses, mas as tropas não chagaram a Pamplona, tendo sido detidas em Roncal. Em 1521, aproveitando a dimunuição dos efetivos militares devido à Guerra das Comunidades de Castela, foi organizada outra expedição para recuperar o reino, novamente com o apoio do rei de França. A expedição foi comandada pelo general francês André de Foix. Ao mesmo tempo, foi preparada uma rebelião, que rebentou ainda antes da chegada das tropas. A rebelião foi um êxito em Pamplona, onde as tropas castelhanas ficaram cercadas no castelo por dois ou três dias. Entre as tropas sitiadas encontrava-se o capitão guipuzcoano oñacino Iñigo López de Recalde (Inácio de Loyola, o fundador da Companhia de Jesus), que foi ferido durante o bombardeamento para fazer render a praça. Entre os revoltosos encontravam-se os dois irmãos de Francisco de Jaso (São Francisco Xavier), Miguel e João,, filhos do presidente deposto do Conselho Real, que ficariam à frente da cidade. O grosso do exército franco-navarro dirigiu-se a Logroño e cercou-a. O exército de Carlos V (I de Espanha) refez-se ao conseguir recrutar 30 000 soldados. Os dois exércitos enfrentaram-se na sangrenta Batalha de Esquiroz (conhecido como de Noáin pelos espanhóis) a 30 de junho de 1521, na qual as forças navarro-gasconas em inferioridade numérica foram derrotadas, tendo perdido Pamplona definitivamente.
Pamplona deve ter ficado muito maltratada economicamente por estas batalhas e cercos, pois o rei outorgou uma isenção de impostos aos seus habitantes durante cinco anos.

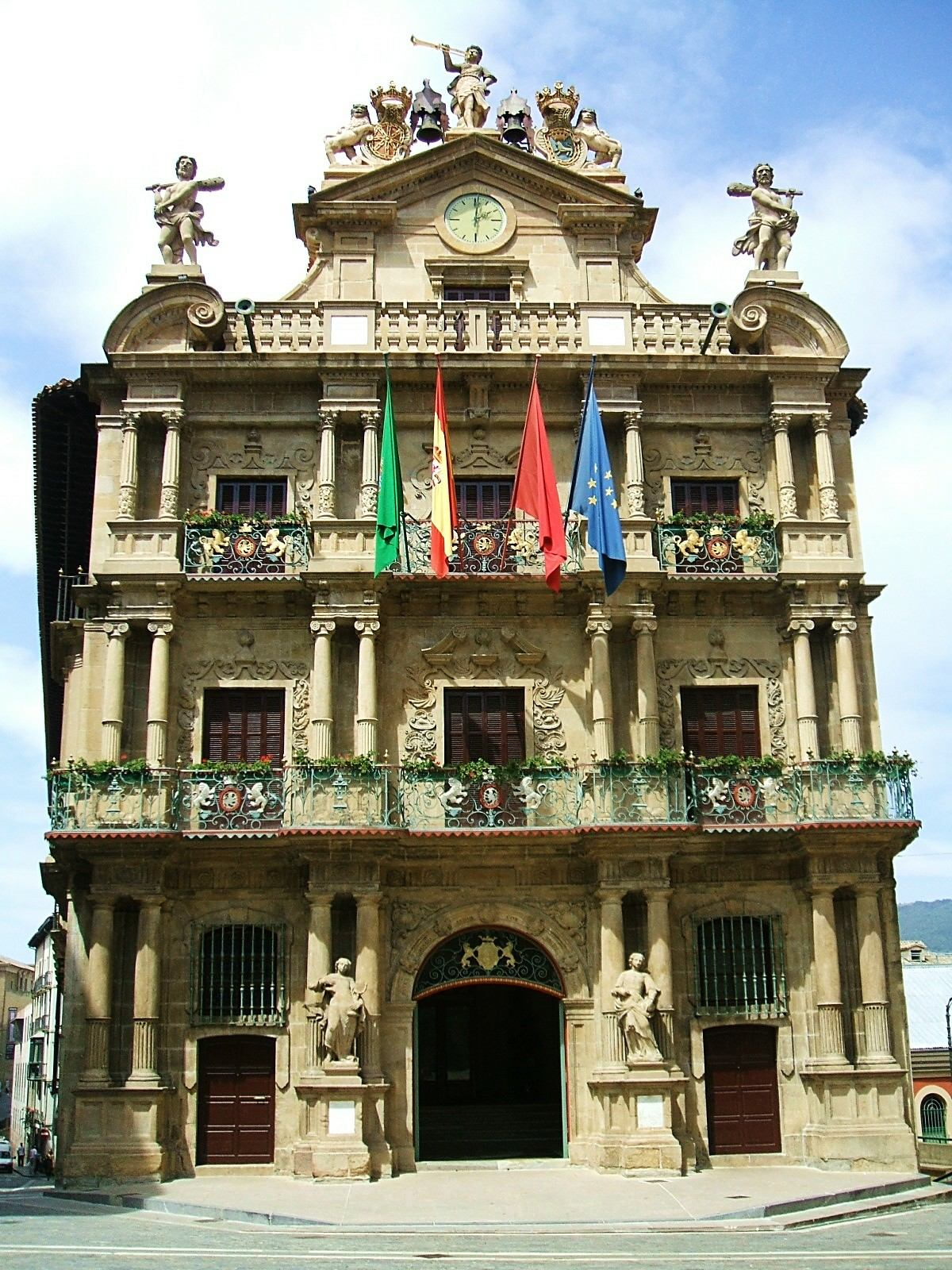
A sede do ayuntamiento, construída no século XVIII

### Período dos vice-reis
A distribuição económica dos pamploneses no início do século XVIII era a usual de uma cidade dessa época: um quarto dos habitantes dedicava-se à agricultura e pecuária, um terço eram artesãos e uma parte dos restantes pertenciam à aristocracia e ao clero. As indústrias mais importantes eram uma fábrica de têxteis, outra de papel e um moinho de pólvora. A partir de 1750 assiste-se a uma modernização da cidade. É então que é construída uma sede para o ayuntamiento (o governo municipal), uma rede de saneamento básico e de distribuição de água potável, bem como uma nova fachada em estilo neoclássico para a catedral.

### Invasão francesa
Durante a Campanha do Rossilhão, em 1794, a cidade foi cercada pelo exército francês, o qual não logrou entrar na cidade. As tropas de Napoleão Bonaparte controlaram Pamplona entre 16 de fevereiro de 1808 e 31 de outubro de 1813, fazendo dela uma das suas principais praças.
Em 1814 produziu-se na cidade o primeiro "pronunciamento" liberal, encabeçado por Francisco Espoz y Mina. Em 1823 Pamplona foi bombardeada pelo exército invasor dos "Cem Mil Filhos de São Luís".

## Idade Contemporânea

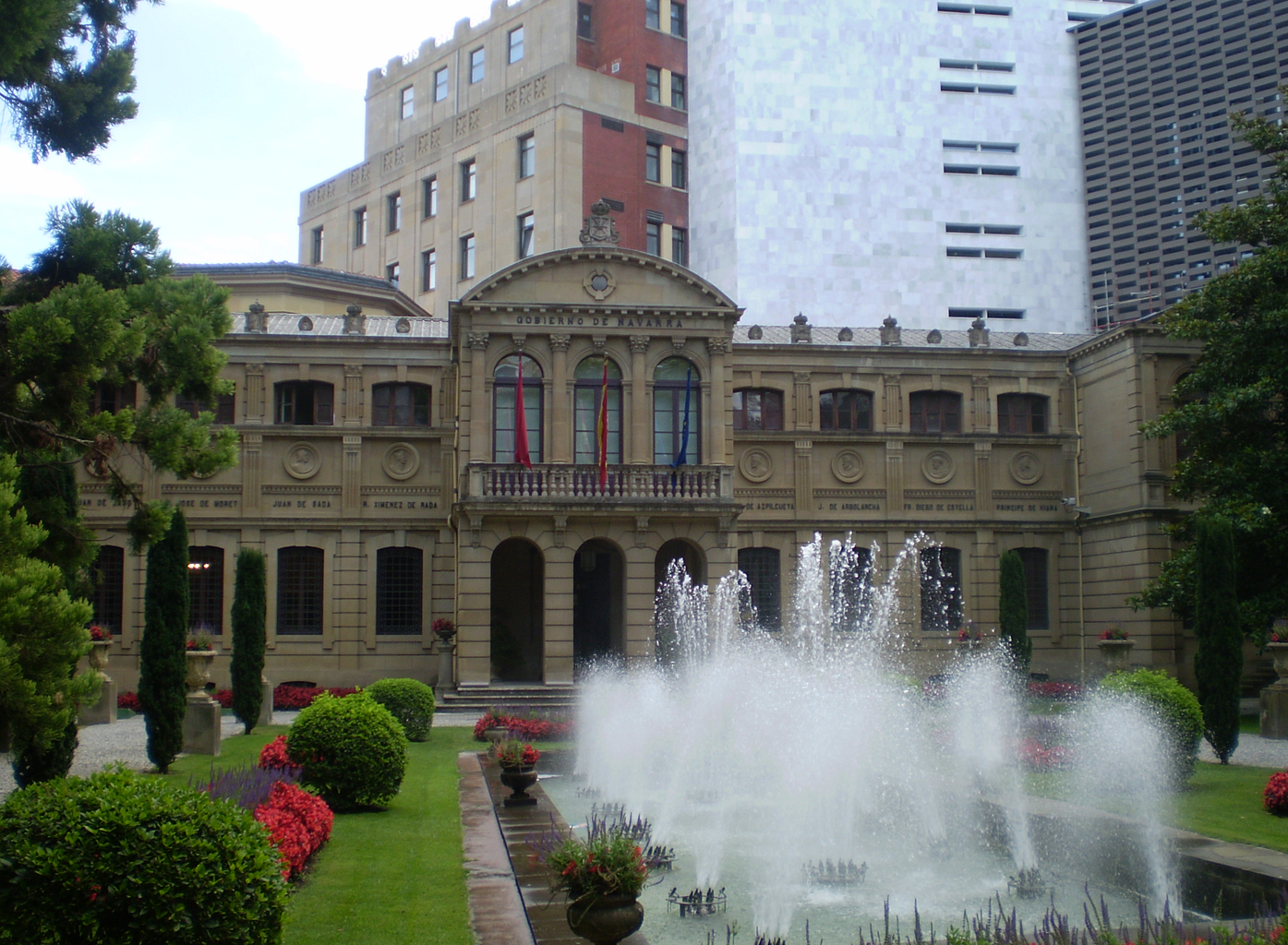
Jardins do Palácio de Navarra

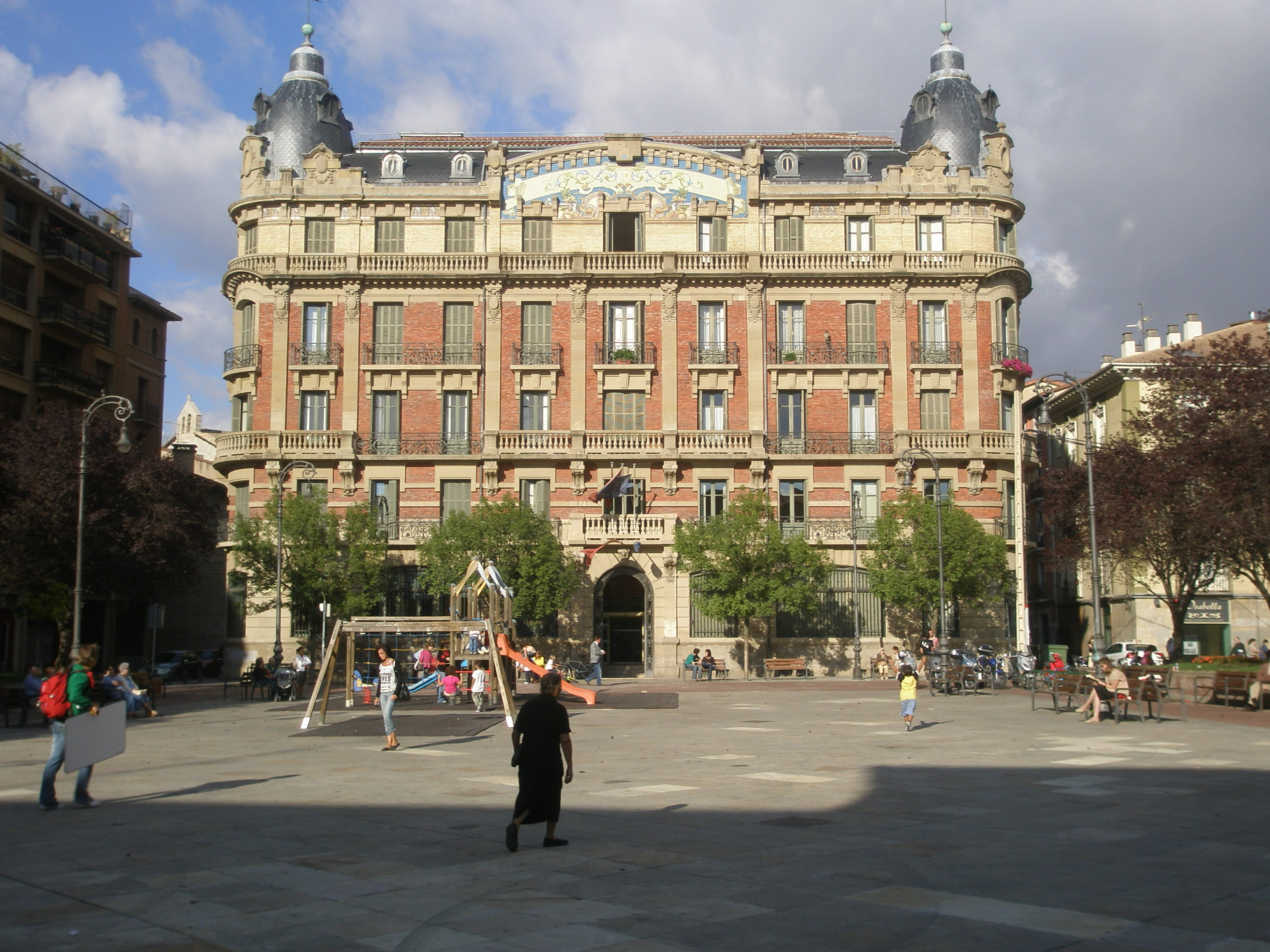
Edifício La Agrícola, de 1914, um antigo banco e companiha de seguros, atualmente a Biblioteca Municipal

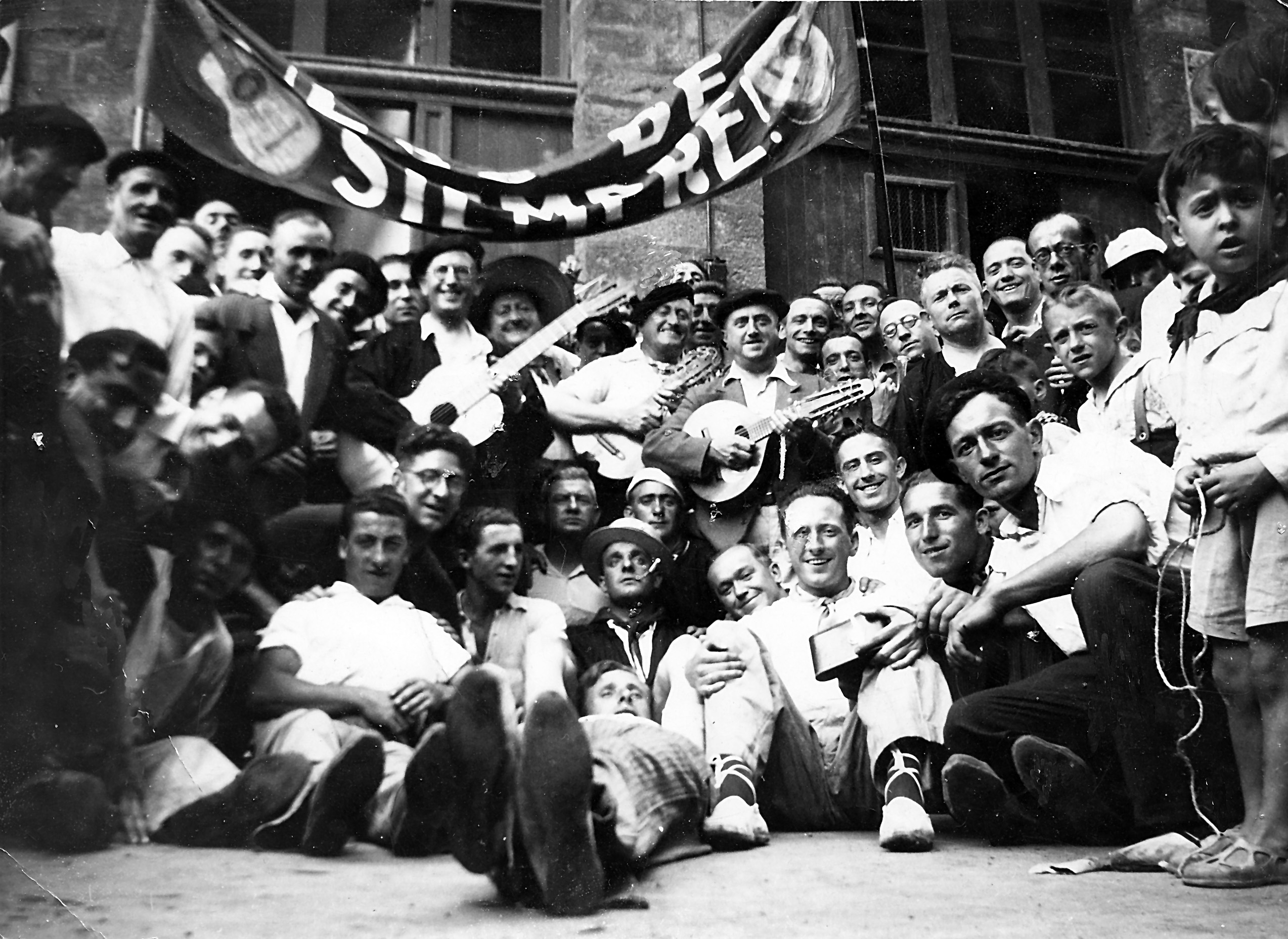
A cuadrilla "Los de Siempre, um grupo de foliões, durante os Sanfermines (Festas de São Firmino) de 1928

### Guerras Carlistas
No final do século XIX deu-se a "Gamazada", um movimento popular em defesa dos fueros, cuja memória os navarros decidiram perpetuar para as gerações seguintes construindo em 1903 o Monumento aos Forais de Navarra em frente ao Palácio de Navarra, em  Pamplona, cuja construção foi financiada por subscrição popular.

### Urbanismo do final doséculo XIXe início do XX
Pamplona permaneceu encerrada pelas suas muralhas até ao início do século XX, o que fazia com que a população se debatesse com falta de espaço e que impedia a cidade de enfrentar os desafios de uma sociedade que começava a abandonar as formas de vida e de trabalho do "Antigo Regime". Em vez de se expandir, a cidade cresceu em altura: muitos dos edifícios antigos têm uma altura relativamente alta em comparação com os edifícios da mesma época de outras cidades espanholas.
Sacrificando os interesses puramente patrimoniais aos interesses da cidade, as muralhas começaram a ser derrubadas em 1905 entre as zonas da Taconera e Labrit, para permitir o crescimento ordenado a sul. Assim surgiu o "Segundo Ensanche" (o "Primeiro Ensanche" data de 1888 e consistiu numa tímida expansão urbanística em volta da cidadela). Desde o centro da cidade, ou seja, a Praça do Castelo, foram abertas novas ruas em direção a sul, segundo um esquema rigoroso semelhante ao aplicado por Cerdà no "Ensanche" de Barcelona.

### Segunda República
As eleições municipais de 12 de abril de 1931 que conduziram à Segunda República Espanhola, foram ganhas em Pamplona por uma coligação monárquico-direitista, a qual elegeu 17 vereadores (10 carlista-jaimistas e um monárquico); os republicano-socialistas elegeram 12 vereadores (um socialista); os nacionalistas bascos não elegeram nenhum vereador. No entanto, o bloco republicano-socialista impugnou essas eleições, pelo que se repetiram no dia 32 de maio, desta vez com a vitória dos esquerdistas, que obteve 8 645 votos em Pamplona e 15 vereadores; a direita obteve 6 997 votos e 14 vereadores. Mariano Ansó tomou posse como alcaide, mas devido a vários vereadores republicanos, incluindo o próprio Ansó, terem posteriormente assumido cargos provinciais ou nacionais, em finais de 1932 o governo municipal passou a ser constituído por 13 vereadores monárquicos, 6 republicanos radicais, 3 socialistas, 3 membros da Ação Republicana [es], 2 radicais socialistas, 1 republicano autónomo e um independente. Nicasio Garbayo, do Partido Republicano Autónomo Navarro, foi eleito alcaide. Em agosto de 1934, Garbayo apresentou a demissão, juntamente com todos os vereadores esquerdistas, o que levou o carlista Tomás Mata a tomar posse como alcaide, cargo que conservou até 1940.
A partir de 1932, os carlistas atuaram abertamente como um força paramilitar, tendo provocado diversos incidentes nas ruas de Pamplona e nos arredores, tendo-se destacado como líderes pessoas como Silvano Cervantes, Mario Ozcoidi e Jaime del Burgo (este último pai de Jaime Ignacio del Burgo).

### Guerra civil espanhola

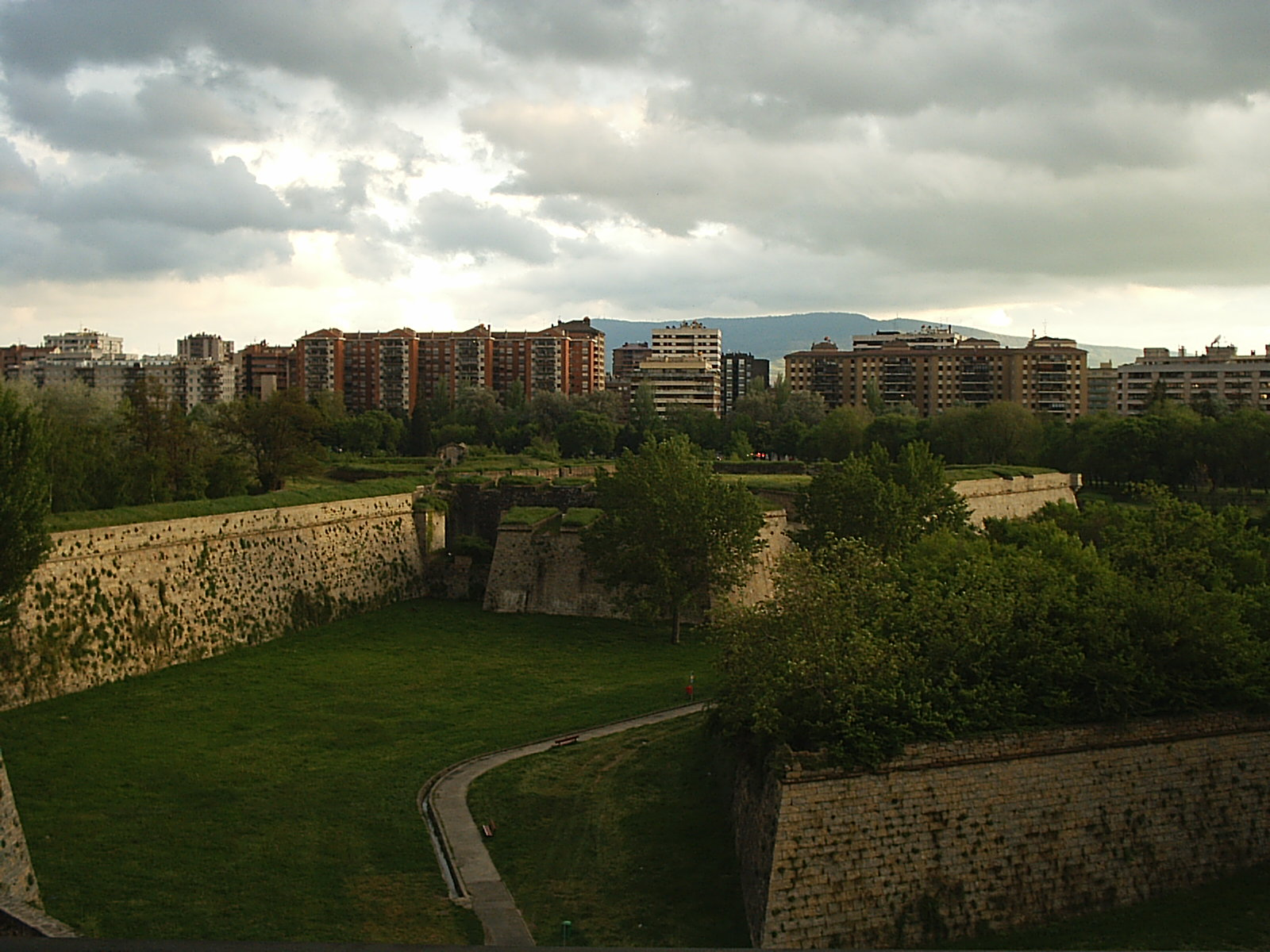
A cidadela de Pamplona, palco de muitos fuzilamentos durante a guerra civil

Após a vitória eleitoral da Frente Popular, o general Emilio Mola foi transferido de Marrocos para Pamplona como governador militar. A intenção do governo republicano com esta nomeação era dividir os golpistas e controlar melhor o general direitista. As eleições em Pamplona tinham sido ganhas pela direita, onde se incluíam os carlistas com 11 963 votos; a esquerda obteve 2 416 votos. A nomeação de Mola teve o efeito contrário do esperado pelo governo republicano, pois o general pôs-se em contacto com os grupos paramilitares carlistas "requetés" através da mediação do diretor do Diario de Navarra, Raimundo García García (conhecido como "Garcilaso", um dos seus pseudónimos).
O golpe de estado de 18 de julho, chamado pelos sublevados de Alzamiento Nacional, teve êxito em Pamplona, apenas se registando uma pequena resistência em algumas ruas da cidade liderada pelo comandante da Guarda Civil em Navarra, José Rodríguez-Medel, que foi assassinado por um dos seus subordinados quando estava a organizar forças leais à república, após ter-se negado a apoiar a sublevação. A proclamação da adesão ao alzamiento foi impressa na tipografia do Diario de Navarra e distribuída. Foram assaltadas várias sedes de organizações republicanas, nomeadamente a do Partido Nacionalista Basco, onde era editado o jornal diário La Voz de Navarra, tendo sido preso o seu diretor José Aguerre Santesteban. A tipografia do La Voz de Navarra passou a imprimir o Arriba España, um jornal franquista. Seguidamente iniciaram-se as purgas de funcionários e os fuzilamentos na parte detrás da cidadela, os quais se prolongaram até depois do final da guerra.

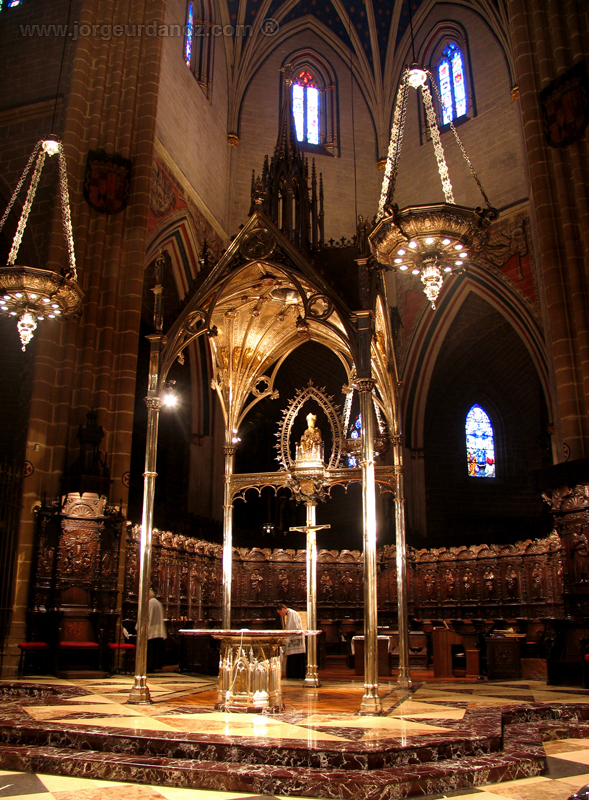
Baldaquino e presbitério neogótico no interior da Catedral de Santa Maria de Pamplona

O bispo de Pamplona, Marcelino Olaechea, que ao princípio se manteve formalmente neutro, a 23 de agosto convocou uma procissão rogativa a Nossa Senhora do Rosário com as seguintes palavras:
| “ | Vivemos uma hora histórica em que se jogam os sagrados interesses da Religião e da Pátria [...] uma contenda entre a civilização e a barbárie. | ” |

No mesmo dia, publicou uma exortação pastoral em que qualifica expressamente a guerra de "cruzada" e em que pede esmolas para aqueles que combatiam "pela causa de Deus e por Espanha, porque não é uma guerra [...] é uma cruzada, e a Igreja [...] não pode fazer menos que tudo quanto fez a favor dos seus cruzados". Foi o primeiro bispo a qualificar a guerra desse modo.
Não houve nenhuma frente de guerra em Pamplona, mas numa cidade que contava com 42 259 habitantes segundo o censo de 1930, foram assassinadas 303 pessoas, entre elas seis que tinham sido vereadores: Florencio Alfaro Zabalegui, Gregorio Angulo Martinena, Corpus Dorronsoro Arteta, Victorino García Enciso, Mariano Sáez Morilla e Ignacio Sampedro Chocolonea. A média de execuções foi estimada em 6,76 por mil habitantes.
No Forte de São Cristóvão, situado no Monte Ezcaba, próximo de Pamplona, ocorreu um dos eventos mais trágicos da guerra civil. O forte foi usado como campo de concentração para encarcerar anti-franquistas em condições sub-humanas e aí se assistiu  a 22 de maio de 1938 à maior fuga de presos da história espanhola, naquilo que ficou conhecido com a "Fuga do Forte de São Cristóvão". Dos 795 presos que se evadiram, só 3 conseguiram escapar para França; 211 foram mortos e os restantes foram recapturados; destes, 14 foram condenados à morte e fuzilados a 8 de setembro perto da cidadela de Pamplona.

### Ditadura franquista

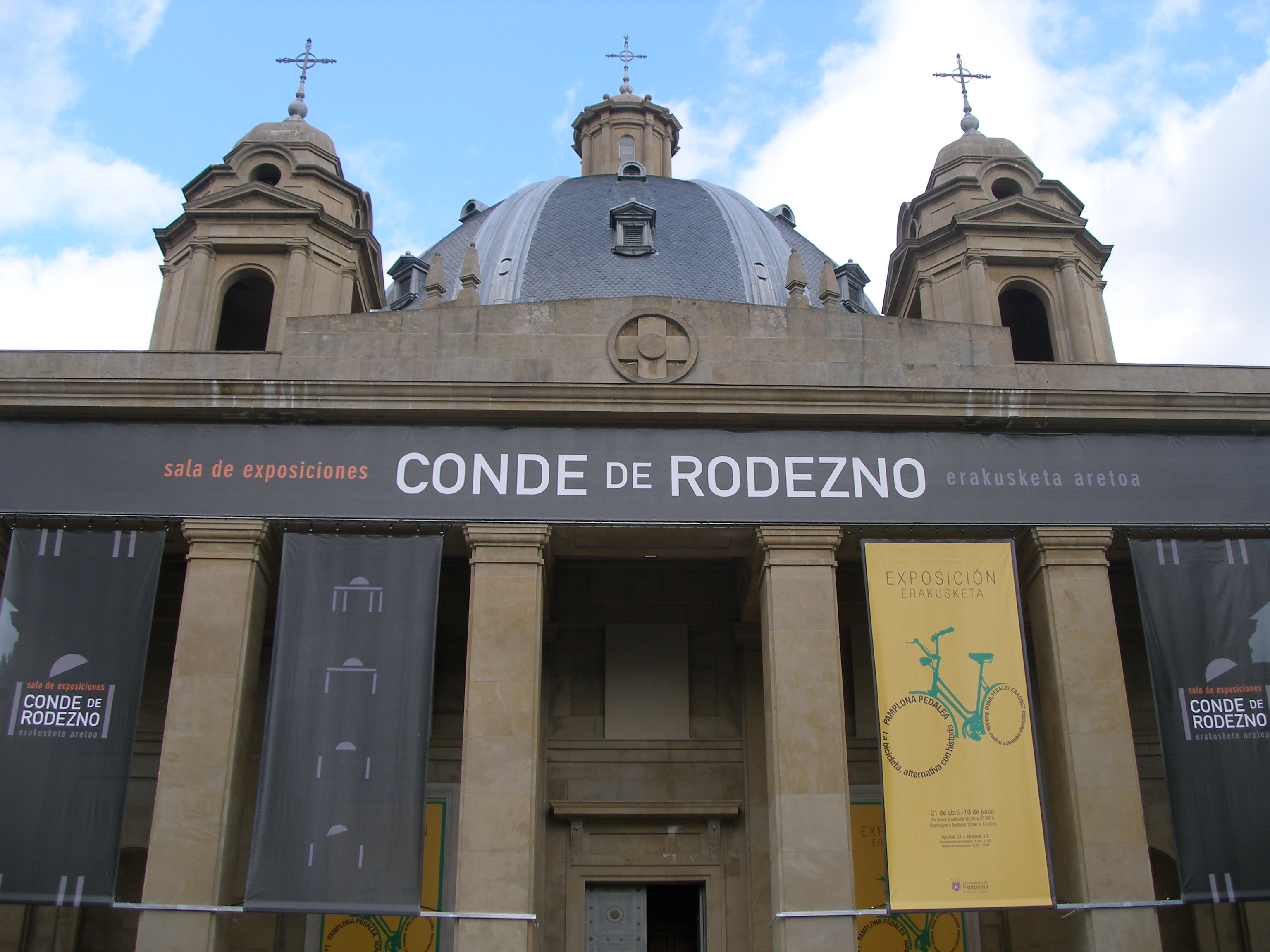
Monumento aos Caídos, erguido em memória dos mortos da guerra civil do lado dos nacionalistas. Atualmente é a "Sala de Exposições Conde de Rodezno"

Durante o regime franquista, os nomes das principais artérias de Pamplona passaram a refletir a ideologia do regime, um situação que só mudou com a chegada da democracia na década de 1970, apesar de ainda permanecerem alguns vestígios em alguns bairros. Entre os nomes então dados encontram-se, por exemplo, Avenida do General Franco, Mártires da Pátria, General Mola, etc. Em honra dos militares sublevados mortos, foi construído o "Monumento aos Caídos", oficialmente denominado "Navarra aos seus mortos na Cruzada", atualmente rebatizado de "Sala de Exposições Conde de Rodezno". Aí estão sepultados os generais Emilio Mola e José Sanjurjo.
No início da década de 1950 o município cede terrenos à Opus Dei para a construção da Universidade de Navarra e da Clínica Universitária de Navarra, dois empreendimentos que tiveram e têm grande importância económica, ideológica e social na sociedade pamplonesa.
Ao contrário do que aconteceu com as outras regiões espanholas, o regime de Franco manteve a autonomia navarra, reconhecendo o regime foral ancestral, o que levou a que a cidade fosse administrada por vários "alcaides sociais", entre os quais se destacou Miguel Javier Urmeneta Ajarnaute, que promoveram a participação dos cidadãos e chegaram a enfrentar o regime em algumas ocasiões. A cidade foi também palco de importantes greves, a primeira delas em 1951; nas décadas de 1960 e 1970 chegou a ser a cidade com maior conflitualidade laboral de toda a Espanha.
A população da cidade mais que triplicou entre o fim da guerra civil e 1970: de pouco mais de 42 000 em 1930, passou a 72 000 em 1950 e a 147 000 em 1970. Em 1964 foi criado o parque industrial de Landaben no âmbito dp "Plano de Promoção Industrial" da Deputação Foral de Navarra, o que deu um impulso significativo à atividade industrial de Pamplona e contribuiu para uma profunda e generalizada mudança de mentalidades, de condições de vida na cidade e de relações económicas, até então baseadas em atividades comerciais, rurais e de indústria artesanal.

### Transição para a democracia

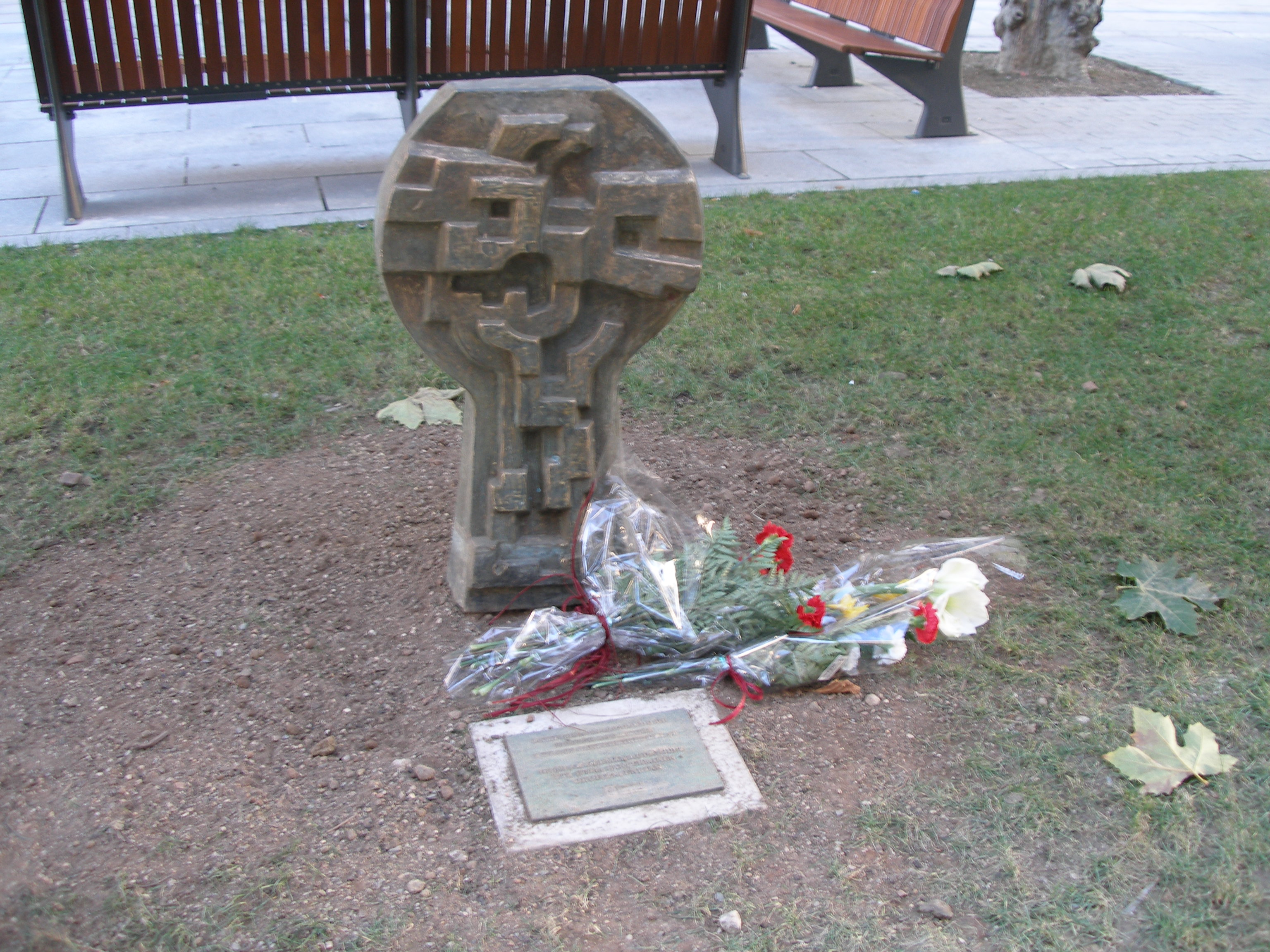
A Estela Germán Rodriguez, memorial das vítimas da violência policial ocorrida durante os Sanfermines de 1978. O monumento assinala o local onde morreu uma das três vítimas mortais, Germán Rodriguez.

A transição do franquismo para a democracia  foi vivida em Pamplona com especial intensidade, primeiro no plano sindical e depois, de forma generalizada, nos planos político e cultural. Nesse período foram frequentes os distúrbios nas ruas, atentados da organização terrorista e separatista basca ETA e ações violentas da extrema-direita, estas por vezes apoiadas pelo estado. Entre os incidentes mais violentos destacaram-se os da Semana pró-amnistia de maio de 1977, em que morreram duas pessoas, e os Sanfermines de 1978, durante os quais morreram três pessoas e mais de 150 pessoas foram feridas, 11 delas pelos mais de 7 000 disparos (150 de balas reais) da Polícia Armada. Segundo algumas fontes ligadas ao nacionalismo basco, esses incidentes de 1978 marcaram o futuro de Navarra.
Segundo o dissidente da ETA Mario Onaindia, não houve muitos atentados da ETA durante a primeira fase da transição, pois esse foi um período em que aquela organização reequacionou a luta armada que realizava desde o franquismo. No entanto, a atividade terrorista recrudesceu pouco depois, com o apoio político de alguns setores operários de Pamplona ligados à Alternativa KAS e ao Herri Batasuna e de jovens que, atraídos pela orientação marxista e coletivista, encontraram na ETA um escape para a sua frustração económica, política e pessoal ingressando na luta armada (esta tese é dos defensores do nacionalismo espanhol Patxo Unzueta e Jon Juaristi, este último ex-militante da ETA).
Entre os atentados da ETA levados a cabo em Pamplona destacam-se em 1998 o assassinato de Tomás Caballero, que foi alcaide de Pamplona durante o início da transição e à data da sua morte era vereador pela União do Povo Navarro. Este assassinato provocou uma forte manifestação de repúdio da ação violenta da ETA em Pamplona, inclusive entre políticos ligados ao Herri Batasuna, tendo alguns deles rompido com a ETA.
Alguns autores apontam os privilégios fiscais de Navarra como um aspeto decisivo para o desenvolvimento económico da região, que se acentuou após a aprovação da lei de 1982 do "Melhoramento de Navarra" (Ley Orgánica de Reintegración y Amejoramiento del Régimen Foral de Navarra), o equivalente para Navarra dos estatutos de autonomia das restantes comunidades autónomas espanholas. Navarra é atualmente uma das regiões espanholas com maior PIB per capita.